# Didymella lentis
Didymella lentis är en svampart som beskrevs av W.J. Kaiser, B.C. Wang & J.D. Rogers 1997. Didymella lentis ingår i släktet Didymella, ordningen Pleosporales, klassen Dothideomycetes, divisionen sporsäcksvampar och riket svampar.   Inga underarter finns listade i Catalogue of Life.